# Galípoli (ciudad)
Galípoli (en turco: Gelibolu) es una ciudad situada al noroeste de Turquía, en Tracia oriental, y cuyo nombre deriva del griego Kallipolis (Καλλίπολις), que significa 'ciudad hermosa'. Se encuentra en la península homónima, con el mar Egeo al oeste y el estrecho de los Dardanelos al este.

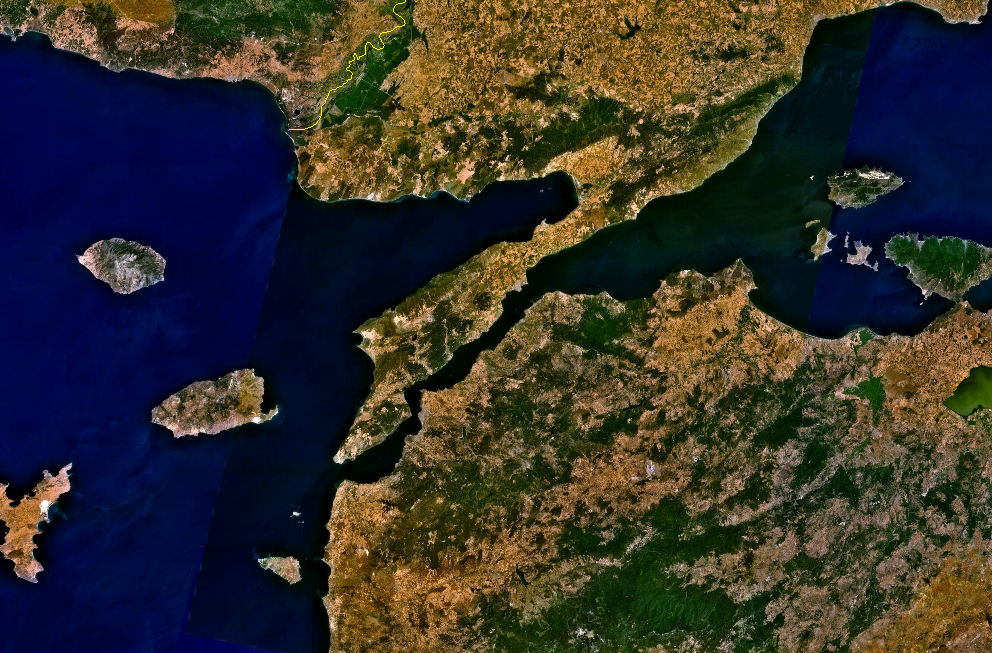
Imagen satélite de la península de Galípoli y área circundante.

## Historia

### Antigüedad, Bizancio y los cruzados
En griego Kallipolis, o en latín Callipolis, era una ciudad al sureste del Quersoneso tracio (Chersonesus Thracica en latín, actualmente conocida como península de Galípoli), en la orilla derecha, en la entrada de los Dardanelos. 
El emperador bizantino Justiniano I fortificó y estableció allí una importante base militar y almacenes para grano y vino.
En 1304 se convirtió en el centro del Estado cruzado creado por los almogávares; los catalanes la quemaron en 1307, antes de retirarse a Casandra.

### Época otomana
Tras la devastación del terremoto de 1357  la ciudad griega fue casi abandonada, pero fue rápidamente reocupada por los turcos de Anatolia, del lado asiático del estrecho, haciendo de Galípoli la primera posesión otomana de Europa, y el centro de su expansión a través de los Balcanes.
La península fue habitada por poblaciones del Imperio bizantino que fueron gradualmente conquistadas por el Imperio otomano desde partir del siglo XII hasta el siglo XV. A los griegos que vivían allí les fue permitido continuar su vida cotidiana. Galípoli fue la capital del distrito de Kaymakamlik del vilayet de la (provincia de Wali) de Adrianópolis, con cerca de 30 000 habitantes, entre griegos, turcos, armenios y judíos. 
Galípoli llegó a ser el principal campamento militar de las fuerzas británicas y francesas en 1854 durante la guerra de Crimea, y el puerto fue el punto de salida hacia Constantinopla.
La península no sufrió más guerras hasta la Primera Guerra Mundial cuando los aliados del Imperio británico e intentaron encontrar una forma de alcanzar a su aliado en el este, el Imperio ruso, decidido a obtener una salida en el este. Los otomanos organizaron con ayuda de los alemanes fortificaciones defensivas a lo largo de la península.

## Batalla de Galípoli
En Australia, Nueva Zelanda y Terranova, Galípoli es el nombre dado a la campaña de la península de Galípoli durante la Primera Guerra Mundial, normalmente conocida como la campaña británica de los Dardanelos y en Turquía como la batalla de Çanakkale. Las fuerzas aliadas intentaron expulsar a los otomanos de los Dardanelos y capturar Constantinopla (hoy Estambul). El 25 de abril de 1915, una fuerza aliada de británicos y  franceses, las tropas de Australia y Nueva Zelanda (ANZAC) alcanzaron una pequeña bahía al oeste de la península (hoy llamada cala Anzac). La campaña fue un relativo éxito para los turcos y los alemanes y una catástrofe para Rusia, la cual podría haber conducido a una guerra civil debido a la calamitosa campaña.
Los ANZAC evacuaron el 19 de diciembre de 1915 y otros elementos de la fuerza de invasión un poco más tarde. Hubo alrededor de 180 000 víctimas aliadas y 220 000 víctimas turcas. Esta campaña se ha convertido en un «mito» para Australia y Nueva Zelanda, y el día de Anzac es aún conmemorado con una fiesta en ambos países. De hecho, es una de esas raras batallas que ambos bandos parecen recordar cariñosamente, como los turcos que la consideran como un gran punto de partida para su futura nación.
Muchos objetos de recuerdo de la campaña de Galípoli pueden ser vistos en el museo de Australian War Memorial en Canberra, en Australia, y en el de Auckland War Memorial Museum en Auckland, Nueva Zelanda. Esta campaña también puso una abolladura en la armadura de Winston Churchill, entonces Primer Lord del Almirantazgo, quien había encargado los planes para invadir los Dardanelos. Habla de esta campaña intensamente en sus memorias. Unos pequeños destacamentos de artillería fueron enviados por Grecia para ayudar en la batalla, conducidos por Antonios Georgiadis (en algunos relatos Antonios Pispas, cuando cambió su apellido después).
La campaña de Galípoli también dio un empujón importante a la carrera de Mustafa Kemal, que eran en ese momento un poco conocido comandante del ejército. Kemal excedió su autoridad y contravino órdenes para interrumpir el avance aliado y ahuyentarlo. Fundó el moderno estado turco tras el colapso del imperio otomano.

### Día ANZAC
El 25 de abril de 1990, marca el 75 aniversario del desembarco en Galípoli, de oficiales gubernamentales de Australia y Nueva Zelanda, muchos de los últimos veteranos de Galípoli, y muchos turistas australianos y neozelandeses para un  amanecer especial en Galípoli. La asistencia en el Día ANZAC al servicio del amanecer de Galípoli se ha vuelto popular desde entonces. Más de 10 000 personas han asistido a los servicios en Galípoli.
Hasta 1999 el servicio del amanecer de Galípoli se celebraba en el cementerio militar de Ari Burnu en la cala de Anzac, pero el creciente número de personas que asistían originó la construcción de un sitio más espacioso en la playa del norte, conocida como el «Anzac Commemorative Site».

### Influencia en las artes
La batalla de Galípoli fue objeto en 1981 de una película titulada Gallipoli, dirigida por Peter Weir y protagonizada por Mel Gibson. La película recibió críticas por representar la campaña como principalmente australiana, cuando de hecho hubo el doble de víctimas entre soldados británicos que soldados de la ANZAC. Eric Bogle escribió en 1972 su famoso And the Band Played Waltzing Matilda ('Y la banda tocó Waltzing Matilda') después de haber observado en Australia, una parada de veteranos de la campaña de Galípoli. Versiones de esta canción han sido después grabadas por June Tabor y The Pogues separadamente.
Fue objeto en 2005 de un documental, llamado Gallipoli, por el director turco Tolga Örnek, mostrando el valor y el sufrimiento en ambos bandos a través de la utilización de los diarios de supervivencia y las cartas de los soldados. Por este film ha sido galardonado con una medalla honoraria, por la división general de la Orden de Australia.
También la batalla es representada en la canción Cliffs of Gallipoli de Sabaton de su álbum The Art Of War.

## Historia eclesiástica
Galípoli fue sede titular de Tracia. Callipolis fue un obispado dependiente de Heraclea. Lequien (I, 1123) menciona solo a seis obispos griegos, el primero con sede en  Éfeso en el 431, cuando la sede fue unida con la de Coela (Coelia o Coele), la última sobre el 1500. Su lista podría aumentarse fácilmente con los griegos ortodoxos cuya sede aún existe. Consiguió en 1904 el rango de metrópolis, tras la actitud de las sedes metropolitanas griegas. Lequien (III, 971) da los nombres de ocho obispos latinos, desde 1208 hasta 1518. (Vid. Eubel, I, 269, nota).
Hay numerosas escuelas y un pequeño museo. Un gran cementerio es el lugar de descanso de muchos soldados franceses que murieron de enfermedad (sobre todo de cólera) durante la guerra de Crimea. El puerto es malo y el comercio insignificante, por la falta de carreteras. Una misión católica fue dirigida en la época otomana por los padres asuncionistas. Hay también católicos armenios y griegos, cuyos sacerdotes ofician sus respectivos ritos.